# 4.17ゼネスト
4.17ゼネストは、1964年に日本において計画されたゼネラル・ストライキ。不発に終わった。

## 概要
1964年の春闘は、25％以上あるいは7,500円以上の大幅賃上げ要求、最低賃金の確立、労働時間の短縮の3本柱を中心に、数か月の長期闘争を想定していた。2月の総評臨時大会で太田薫議長は、「5,000円以上の賃上げを勝ち取るには、1か月以上の無期限ストライキができる体制の確立が必要だ」とした。
2月から3月にかけて、春闘共闘委員会のスト権奪還統一行動中央総決起集会、公労協のILO条約スト権奪還統一行動、高物価と重税に反対する婦人総決起大会などが相次いで開かれた。こうした中、3月4日公労協は、戦術委員会で4月17日に一斉半日ゼネストを実施するとの方針を決めた。4月に入ってスト攻勢は波状的に続いたが、4月8日日本共産党が突如、「ストライキ計画には、修正主義者・トロツキスト・組合内分裂主義者による挑発のにおいがある」などとしてスト中止を訴えた。これに反発した同党の愛知県委員会名古屋中央郵便局細胞は、総会を開き、党の裏切りを痛烈に批判した決議を行ない、これを全国の諸団体に配布した。（「4.17ストを支持し、650万労働者の先頭に立とう－池田内閣と独占資本の手先となった日本共産党を弾劾する」）。その結果、細胞は党から除名された。同党山口県委員会は、スト中止の方針に反対し、4月8日のスト反対声明のアカハタ号外の配布をさしとめた。同党は批判にもかかわらず、「4.17ストは、弾圧を行うためのアメリカ帝国主義の挑発である」とした。
スト前日の4月16日首相官邸で、太田と総評事務局長の岩井章は、池田勇人首相と会談し、太田が「公労協の賃金は民間並みにしてもらいます」と述べ、池田が「わかった」と答え、ここに、いわゆる“民間準拠”の原則が成立した。この会談によって4.17ストは中止され、春闘相場は12.4％、3,305円となった。
日本共産党は、その年の7月、中央委員会総会をひらき、この4月8日の声明は誤りであったと、自己批判をした。また、同年11月の第9回党大会で、この方針をだした中心であった聴濤克巳は自己批判発言をした。しかし、この自己批判にもかかわらず、総評内の社会党支持グループを中心とする人びとは、共産党への反発を強め、結果的に労働運動の中での共産党の影響力は大きく減退した。